# Miss Teen Earth International
Miss Teen Earth é um concurso de beleza feminino para adolescentes realizado anualmente no continente americano. Coordenado pelo produtor e consultor de imagem equatoriano Rodrigo Moreira, o concurso passou a ser assíduo a partir de 2012. O propósito da competição é reunir jovens moças com o propósito de tornar o mundo um lugar melhor para se viver através de ações ambientais, projetos de sustentabilidade e programas sócio-educativos à comunidade onde a vencedora estará inserida.
A atual detentora do título internacional é a brasileira Karinne Lino.

## Histórico

### Vencedoras
| Ano  | País           | Vencedora              | I  | Local do Evento  | R             |
| 2012 | Equador        | María del Cisne Rivera | 16 | Guaiaquil        | [ 1 ]         |
| 2013 | Porto Rico     | Raisa Vélez Contreras  | 15 | Milagro          | [ 2 ]         |
| 2014 | Venezuela      | Stella Vélez Iandoli   | 14 | Cidade do Panamá | [ 3 ]         |
| 2015 | Equador        | Daniela Cepeda         | 19 | Cidade do Panamá | [ 4 ]         |
| 2016 | Estados Unidos | Sarah Levandowski      | 16 | Cidade do Panamá | [ 5 ]         |
| 2017 | Brasil         | Emily Garcia           | 17 | Milagro          | [ 6 ]         |
| 2018 | Aruba          | Shanty Kanhai          | 19 | Milagro          | [ 7 ]         |
| 2019 | Mexico         | Arisbe Cueto           | 16 | Guayaquil        |               |
| 2020 | Ecuador        | Evelyn Cartagena       | 19 | Milagro          |               |
| 2021 | Brasil         | María Laura Silva      | 18 | Guayaquil        | [ 8 ]         |
| 2022 | Mexico         | Yarely Vazquez         | 19 | Guayaquil        |               |
| 2023 | África do Sul  | Chloe-Jade Christian   | 16 | Guayaquil        | [ 9 ]         |
| 2024 | Brasil         | Karinne Lino           | 18 | Lima             | [ 10 ] [ 11 ] |

### Conquistas por País
| País           | Ano | Vitórias         |
| Equador        | 3   | 2012, 2015, 2020 |
| Brasil         | 3   | 2017, 2021       |
| Mexico         | 2   | 2019, 2022       |
| Aruba          | 1   | 2018             |
| Estados Unidos | 1   | 2016             |
| Venezuela      | 1   | 2014             |
| Porto Rico     | 1   | 2013             |

## Desempenho Brasileiro
O concurso que seleciona a representante do Brasil no concurso é o "Miss Teen Terra Brasil".
| Ano  | Estado         | Representante  | Classificação   | R      |
| 2012 | Rio de Janeiro | Renata Villaça |                 | [ 12 ] |
| 2014 | Minas Gerais   | Stella Abreu   |                 | [ 13 ] |
| 2017 | Paraná         | Emily Garcia   | MISS TEEN EARTH | [ 14 ] |